# شکارچیان (فیلم ۱۹۹۶)
شکارچیان (سوئدی: Jägarna) یک فیلم سوئدی به کارگردانی شل سوندوال است که در سال ۱۹۹۶ منتشر شد.